# Haemalea delotaria
Haemalea delotaria es un género de polillas perteneciente a la familia Geometridae, descritos por primera vez por Jacob Hübner en 1823. Se encuentra distribuido por Surinam y Guayana Francesa.
Es una polilla color gris amarillento, la cabeza y tórax son de color violeta oxidado. Tiene antenas pubescentes, alas brillantes, con dos líneas medianas paralelas y flecos más saturados, veteado marginalmente de color violeta oxidado y la línea submarginal marcada con tres franjas violetas. Tiene una envergadura de 21 milímetros (0,8 plg).